# Берсене-ан-От
Берсене́-ан-От (фр. Bercenay-en-Othe) — коммуна во Франции, находится в регионе Шампань — Арденны. Департамент — Об. Входит в состав кантона Эстиссак. Округ коммуны — Труа.
Код INSEE коммуны — 10037.
Коммуна расположена приблизительно в 135 км к юго-востоку от Парижа, в 90 км юго-западнее Шалон-ан-Шампани, в 17 км к юго-западу от Труа.

## Население
Население коммуны на 2008 год составляло 389 человек.
| 1962 | 1968 | 1975 | 1982 | 1990 | 1999 | 2008 |
| ---- | ---- | ---- | ---- | ---- | ---- | ---- |
| 192  | 232  | 206  | 329  | 420  | 380  | 389  |

## Экономика
В 2007 году среди 245 человек в трудоспособном возрасте (15—64 лет) 185 были экономически активными, 60 — неактивными (показатель активности — 75,5 %, в 1999 году было 75,6 %). Из 185 активных работали 172 человека (94 мужчины и 78 женщин), безработных было 13 (5 мужчин и 8 женщин). Среди 60 неактивных 24 человека были учениками или студентами, 19 — пенсионерами, 17 были неактивными по другим причинам.

## Фотогалерея

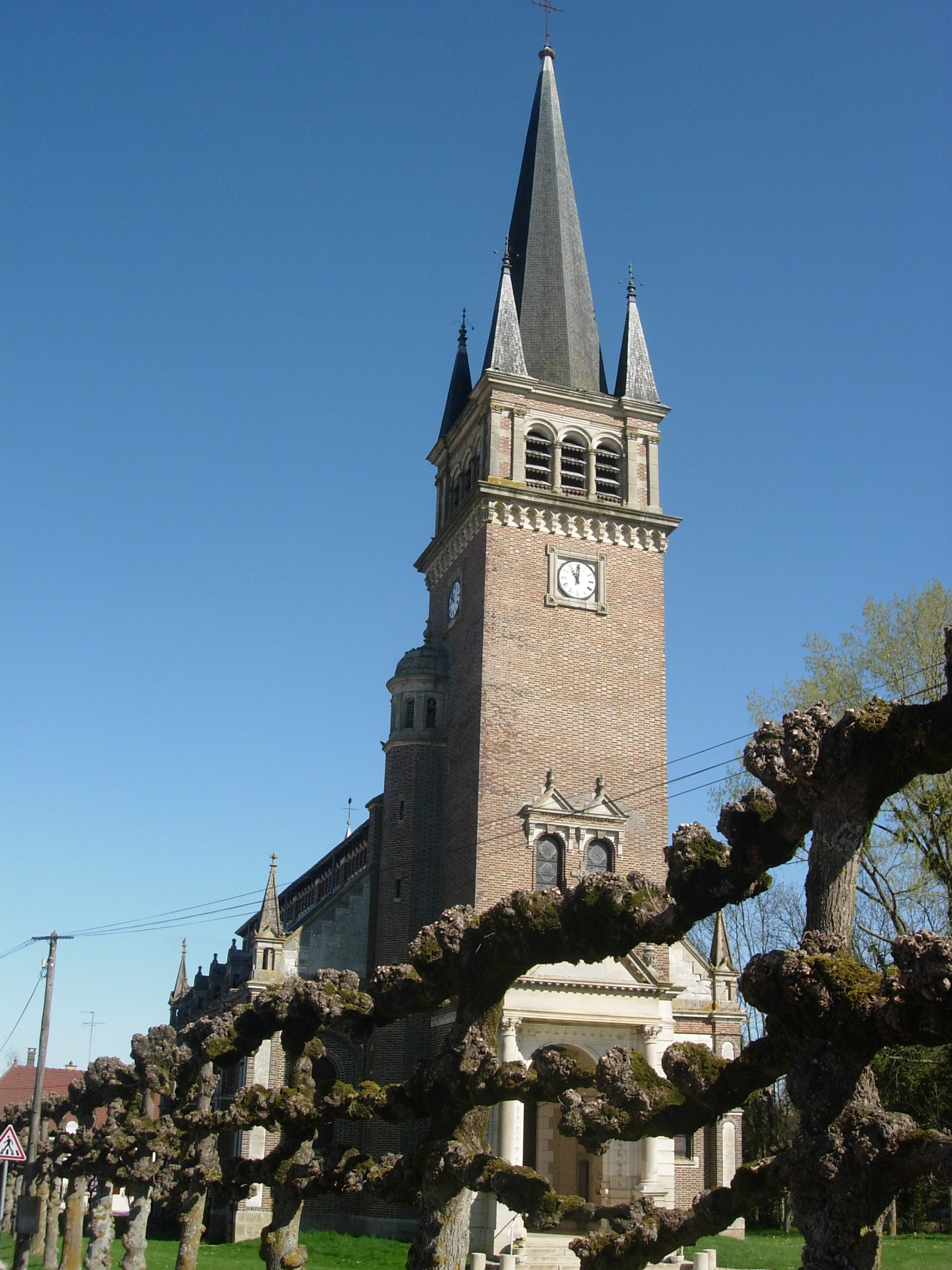
Церковь
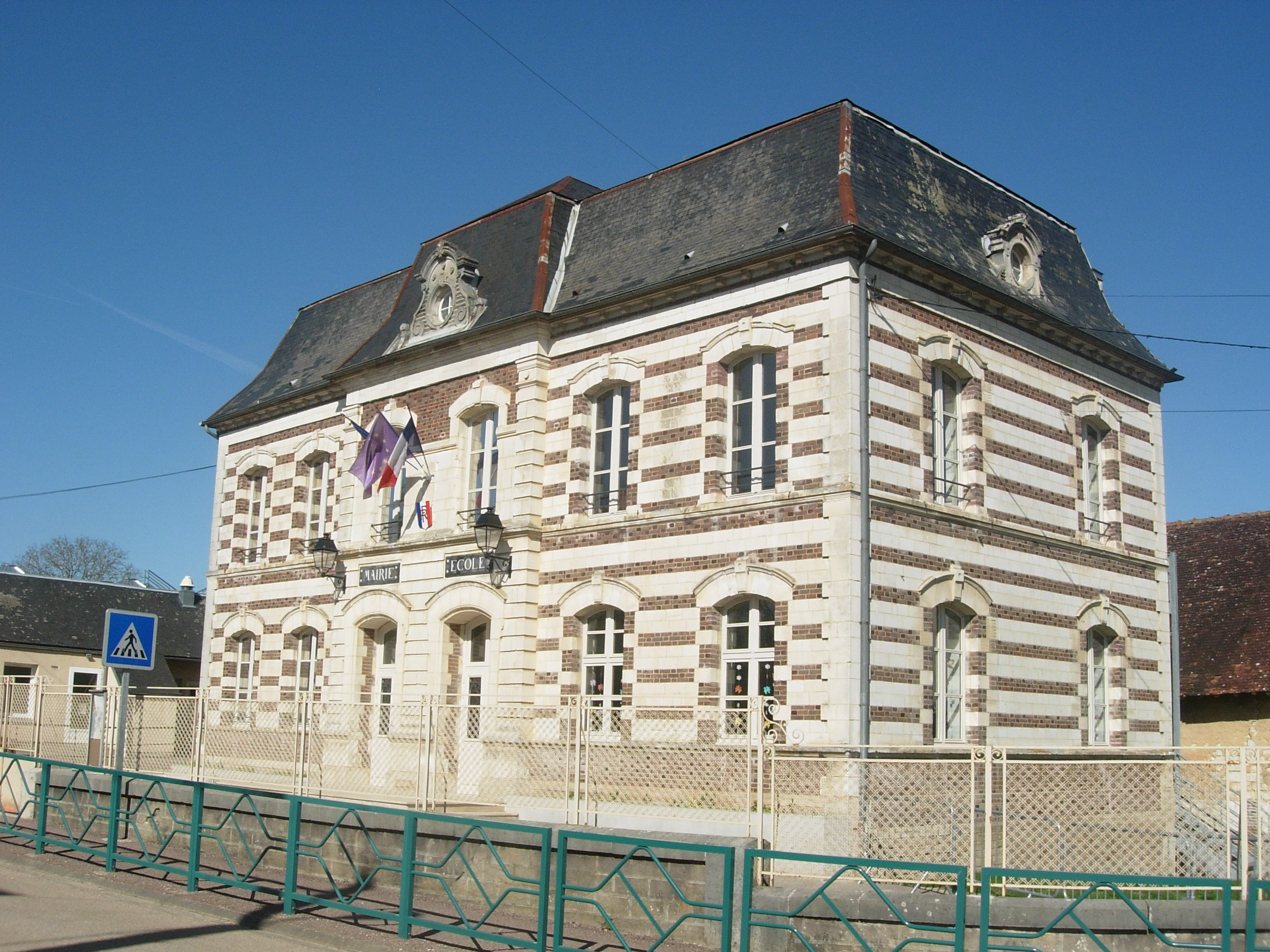
Мэрия
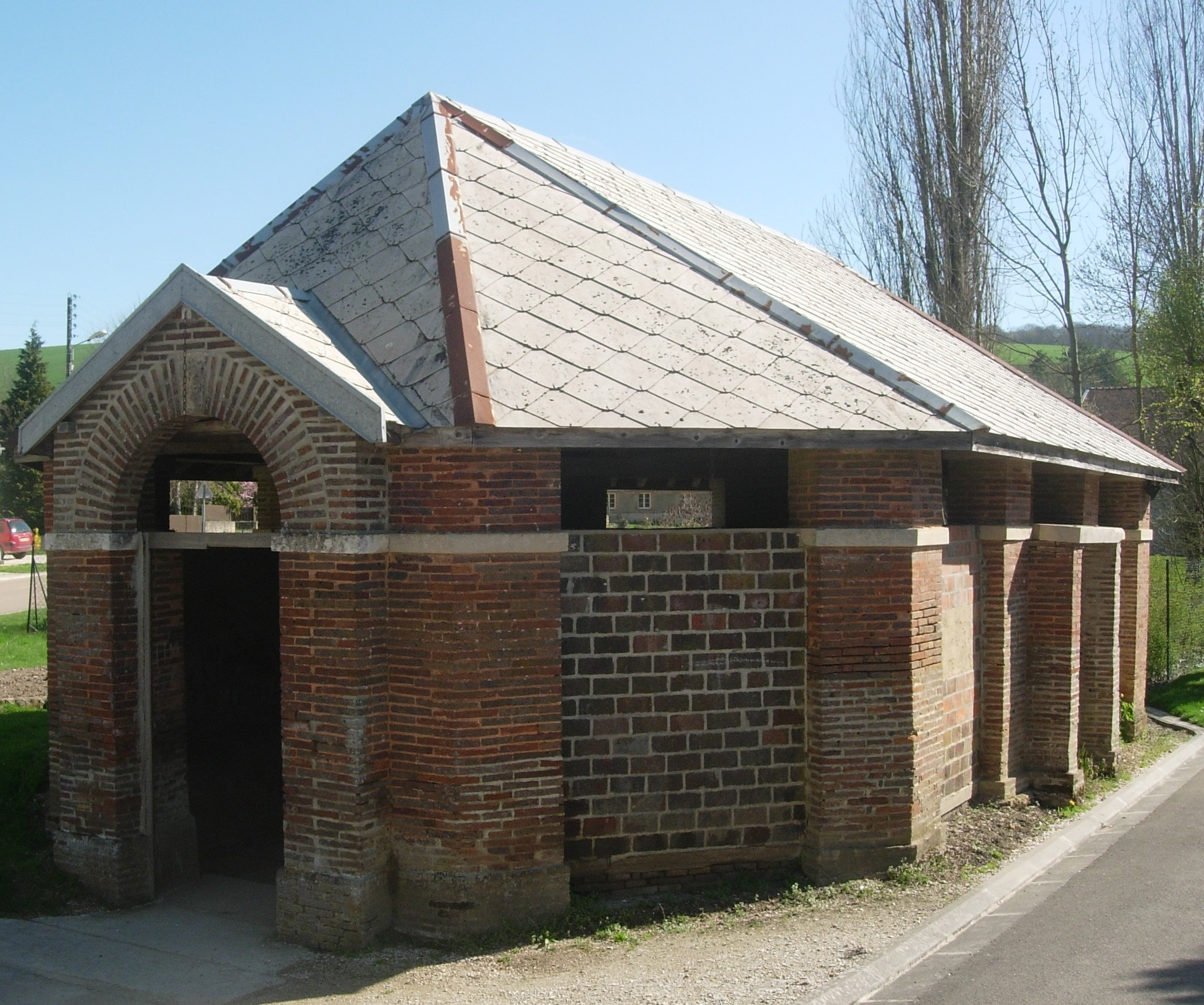
Прачечная
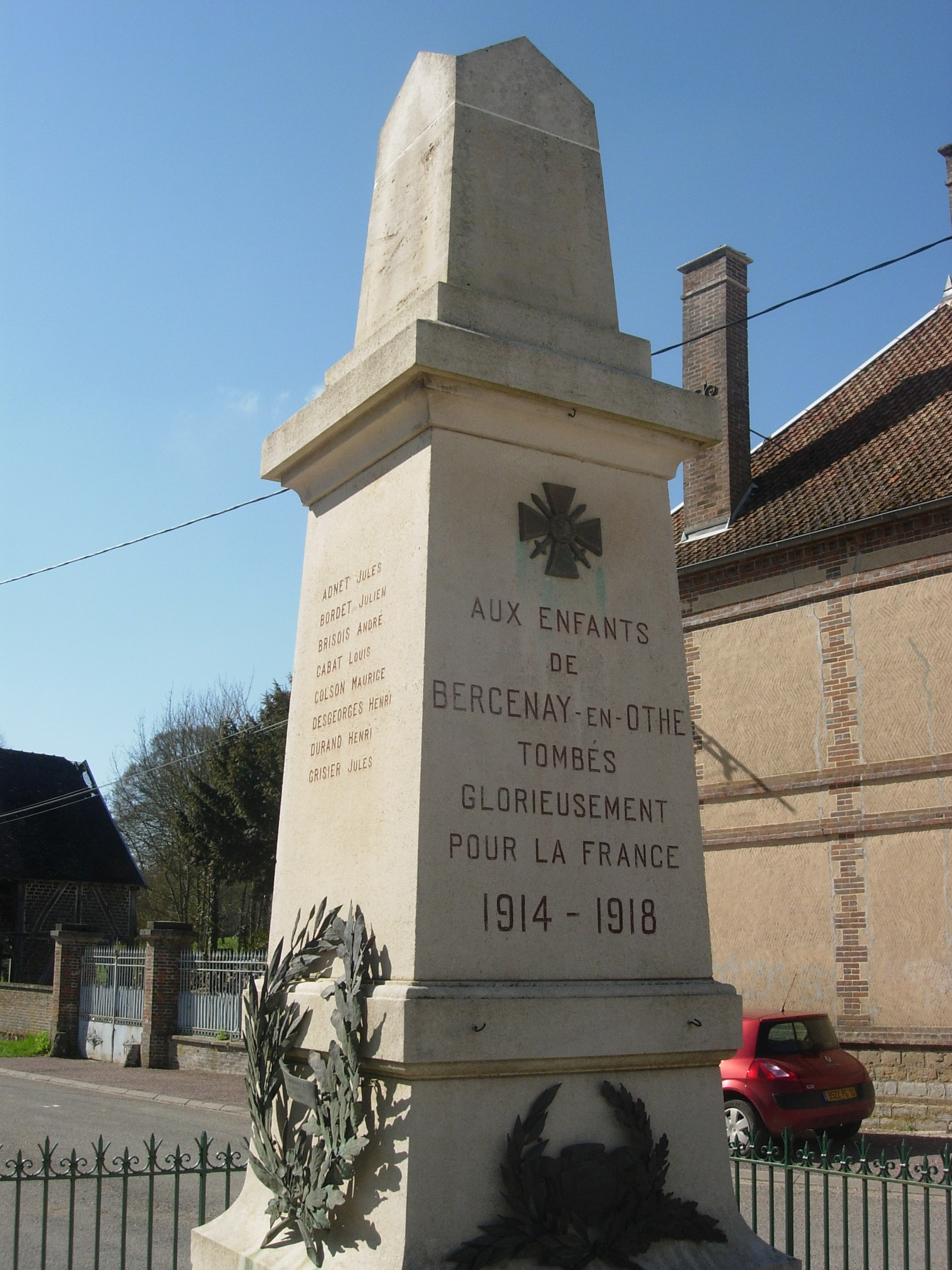
Военный мемориал